# Eukoenenia subangusta
Espèce
Synonymes
- Koenenia subangusta Silvestri, 1903

Eukoenenia subangusta est une espèce de palpigrades de la famille des Eukoeneniidae.

## Distribution
Cette espèce se rencontre dans les parties profondes de grottes en Italie et en Roumanie,.

## Description
La femelle décrite par Condé en 1990 mesure 1,75 mm

## Publication originale
- Silvestri, 1903 : Fauna Napoletana. Descrizione preliminare di due nuove specie di Koenenia trovate in Italia. Annuario del Museo Zoologico della R. Universita di Napoli, vol. 1, no 11, p. 1-2 (texte intégral).